# 帕特·布特
帕特·布特（英語：Pat Boot，1914年10月22日—1947年1月15日），新西兰男子田径运动员。他曾代表新西兰参加1938年大英帝国运动会田径比赛，获得一枚金牌和一枚铜牌。他也曾参加1936年夏季奥林匹克运动会。